# Gaetano Capone

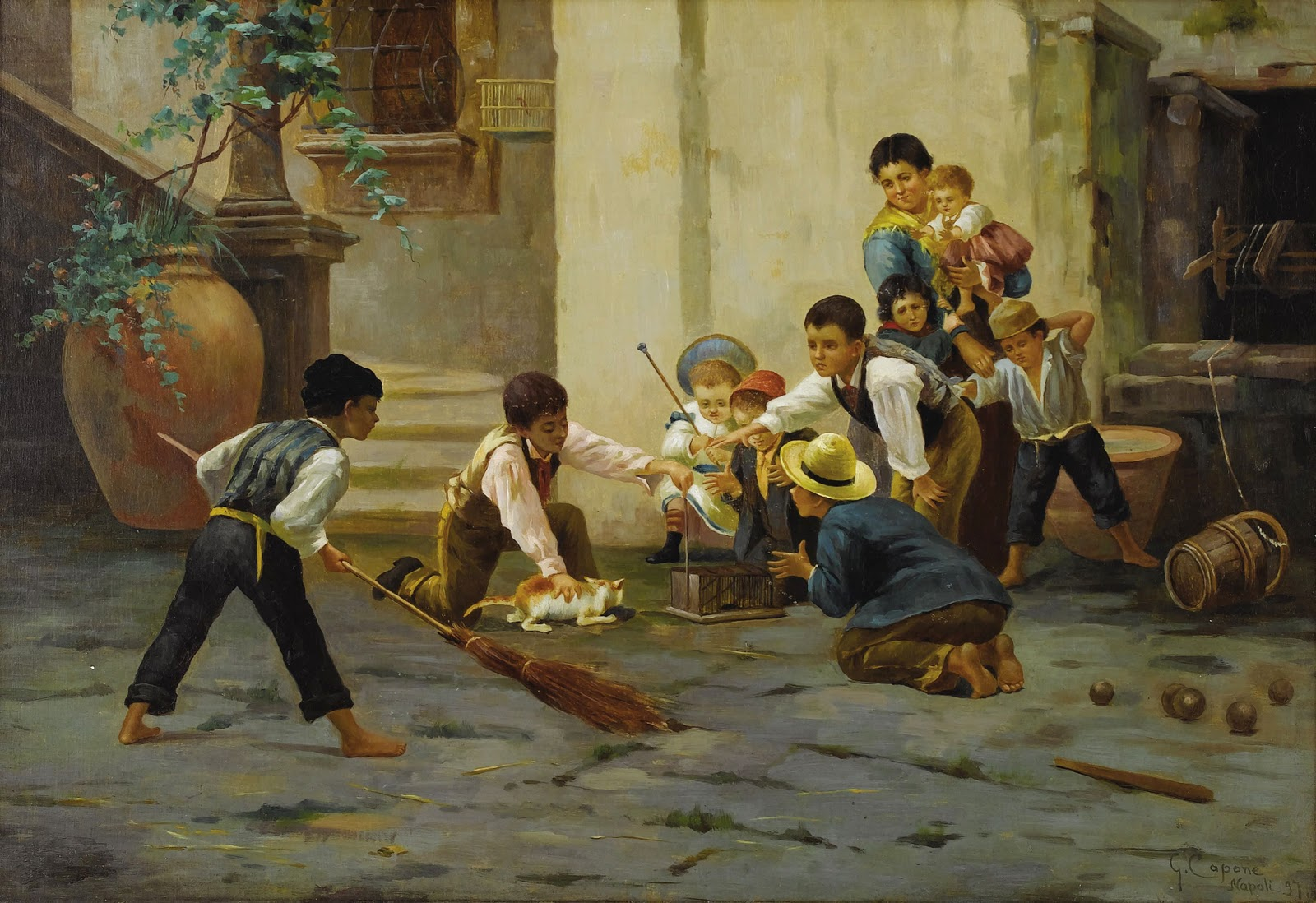
Capturado no passado, c. 1897, óleo sobre tela (81,3 x 55,9 cm).

Gaetano Capone (Maiori, 1864 – Maiori, 1920) foi um pintor italiano . Seu irmão Luigi também era pintor. Pertenceu à Scuola di Maiori da qual faziam parte também Pietro Scoppetta (1863 - 1920) e Antonio Ferrigno (1863 - 1940)  este último bastante conhecido no meio artístico brasileiro por ter vivido por alguns anos percorrendo fazendas e cidades no seu desejo de pintar a beleza e o exotismo do Brasil.
Para estudar pintura, mudou-se para Nápoles e, a partir daí, juntou dinheiro e conseguiu se mudar para Roma, onde aprimorou mais seus estudo como aprendiz do pintor Cesare Fracassini. Uma de suas obras conquistou uma medalha de prata em uma competição da Accademia di San Luca em Roma. Ele ajudou Fracassini com pintura na Basílica de San Lorenzo.
Retornou à sua cidade natal em 1868, onde pintou afrescos na Collegiata de Santa Maria a Mare, para a Abadia de La Trinità della Cava e para as igrejas de Fisciano e Casalvelino. Em Maiori, junto com Raffaele D'Amato, ele orientou uma série de pintores que adotaram o local panorâmico para criar uma escola de pintores que integrava paisagem e cultura em uma escola de pintura vagamente conhecida como Costaioli. Entre os pintores estão os nomes Angelo Della Mura, Antonio Ferrigno, Luigi Paolillo, Enrico Lucibello e Pietro Scoppetta.
Ele morreu em Maiori em 1924.